# Ready for Boarding
Ready For Boarding és un àlbum en directe del grup de heavy metal alemany Running Wild. Es va gravar en el concert de Múnic, Alemanya. La cançó "Purgatory" no es va gravar mai en un àlbum d'estudi i està dedicat a PMRC.

## Cançons
Cançons a l'àlbum.
1. "Hymn of Long John Silver" - 02:36
2. "Under Jolly Roger" - 04:17
3. "Genghis Khan" - 04:15
4. "Raise Your Fist" - 05:16
5. "Purgatory" - 05:35
6. "Mordor" - 04:24
7. "Diabolic Force" - 04:38
8. "Raw Ride" - 04:38
9. "Adrian (S.O.S.)" - 02:35
10. "Prisoner Of Our Time" - 04:34